# Công dân toàn cầu
Công dân toàn cầu là những người sống và làm việc ở nhiều quốc gia khác nhau. Họ có thể có một hoặc nhiều quốc tịch. Hiện tượng xuất hiện khái niệm công dân toàn cầu đã làm thay đổi cơ bản mọi khái niệm và giá trị về biên giới, lãnh thổ, chính trị, văn hóa, quản lý nhà nước và cả ngành tư pháp quốc tế.
Ở Việt Nam, khái niệm công dân toàn cầu (global citizen) đã xuất hiện trong đầu thiên niên kỷ thứ II sau công nguyên, nhưng vẫn chưa có một định nghĩa hoàn chỉnh và được chính thức công nhận. "Hộ chiếu xanh đi quanh thế giới" là cộng đồng công dân toàn cầu giúp đỡ giới trẻ Việt Nam trau dồi kiến thức, kỹ năng và kinh nghiệm để trở thành công dân toàn cầu.